# Legione Redenta di Siberia
 (mai 2019).
Si vous disposez d'ouvrages ou d'articles de référence ou si vous connaissez des sites web de qualité traitant du thème abordé ici, merci de compléter l'article en donnant les références utiles à sa vérifiabilité et en les liant à la section « Notes et références ».

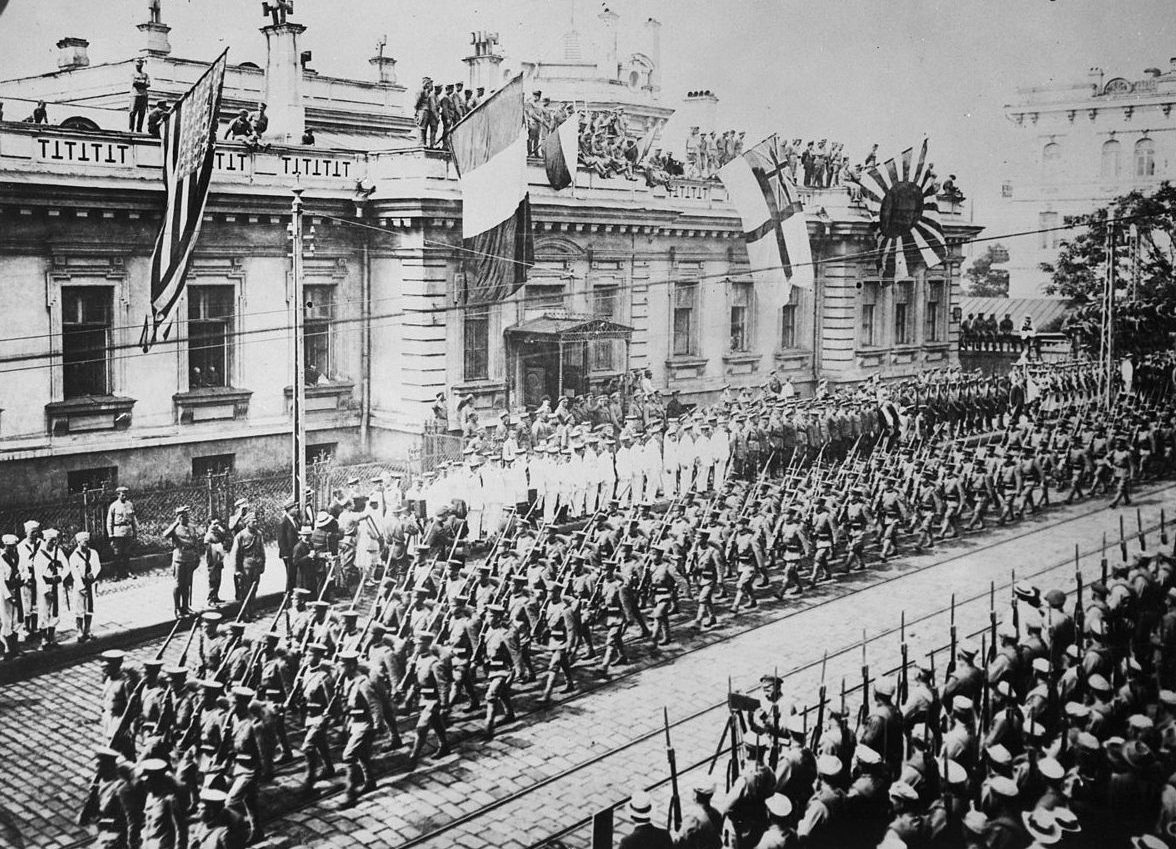
La legione Redenta di Siberia qui rentre de son intervention en Sibérie en 1919.

La Legione Redenta di Siberia est une unité militaire de l’Armée royale italienne, qui se forme à Tianjin où se sont réfugiés les anciens prisonniers de guerre austro-hongrois détenus par les Russes, et qui se sont déclarés italiens (originaires notamment du Trentin, du Frioul, de l’Istrie et de la Dalmatie).
Elle constitue une unité de 2 500 soldats du Corpo di spedizione italiano in Estremo Oriente, engagés dans l’intervention en Sibérie jusqu’en 1919.
À l’exception de la coiffure qui est celle des Alpins italiens, l’uniforme est fourni par les Japonais et l’armement par les Britanniques.